# Elm (Bremervörde)
Elm (plattdeutsch Öölm) ist ein Ortsteil der Stadt Bremervörde im Landkreis Rotenburg (Wümme) in Niedersachsen und nach dem eigentlichen Stadtgebiet selbst, der flächenmäßig größte Ortsteil.

## Lage
Elm liegt an der Bundesstraße 74 zwischen Bremervörde und Stade, etwa 6 km nordöstlich des Bremervörder Stadtzentrums. Am Nordrand des Stadtteiles trifft die Landesstraße 114 auf die B 74. Im Westen wird Elm begrenzt durch die Oste, im Norden grenzt es direkt an den Landkreis Stade.

## Geschichte
Die damalige Gemeinde Elm gehörte zu Zeiten des Königreichs Hannover zum Amt Himmelpforten in der Landdrostei Stade.
Nach der Annexion 1867 durch Preußen wurde am 1. April 1885 gemäß der Kreisordnung für die Provinz Hannover von 1884 aus der Gemeinde Elm, dem Amt Bremervörde und der Stadt Bremervörde der Kreis Bremervörde gebildet.
Am 1. März 1974 wurde Elm in die Stadt Bremervörde eingegliedert.

## Politik

### Ortsrat
Der Ortsrat, der den Ortsteil Elm vertritt, setzt sich aus sieben Mitgliedern zusammen. Die Ratsmitglieder werden durch eine Kommunalwahl für jeweils fünf Jahre gewählt.
Bei der Kommunalwahl 2021 ergab sich folgende Sitzverteilung:
- Wählergemeinschaft Elm (WGE): 7 Sitze

### Wappen
| Wappen von Elm | Blasonierung: „In Gold über blauem Wellenbalken ein grüner dreiblättriger Ulmenzweig.“ |
| Wappen von Elm |                                                                                        |

## Sehenswertes und Infrastruktur
- Windmühle Elm, genannt Henriette, Galerieholländer, 1773 in Hamburg-Övelgönne gebaut, 1871 versetzt nach Elm, 1913 betrieb durch einen Deutz-Gasdieselmotor und ab 1952 einen Elektromotor; bis 1994 Mühlenbetrieb, heute museal mit Bäckerei- und Heimatmuseum genutzt.
- Ev.-luth. Paul-Gerhardt-Kirche in der umgebauten alten Schule
- Ehemalige Grundschule; die Schüler werden heute in Bremervörde unterrichtet
- Kindergarten
- Mehrere Vereine: Zu den größten gehören der Schützenverein Elm von 1925 und der Sportverein MTV Elm von 1911